# Friedrich Ostendorff

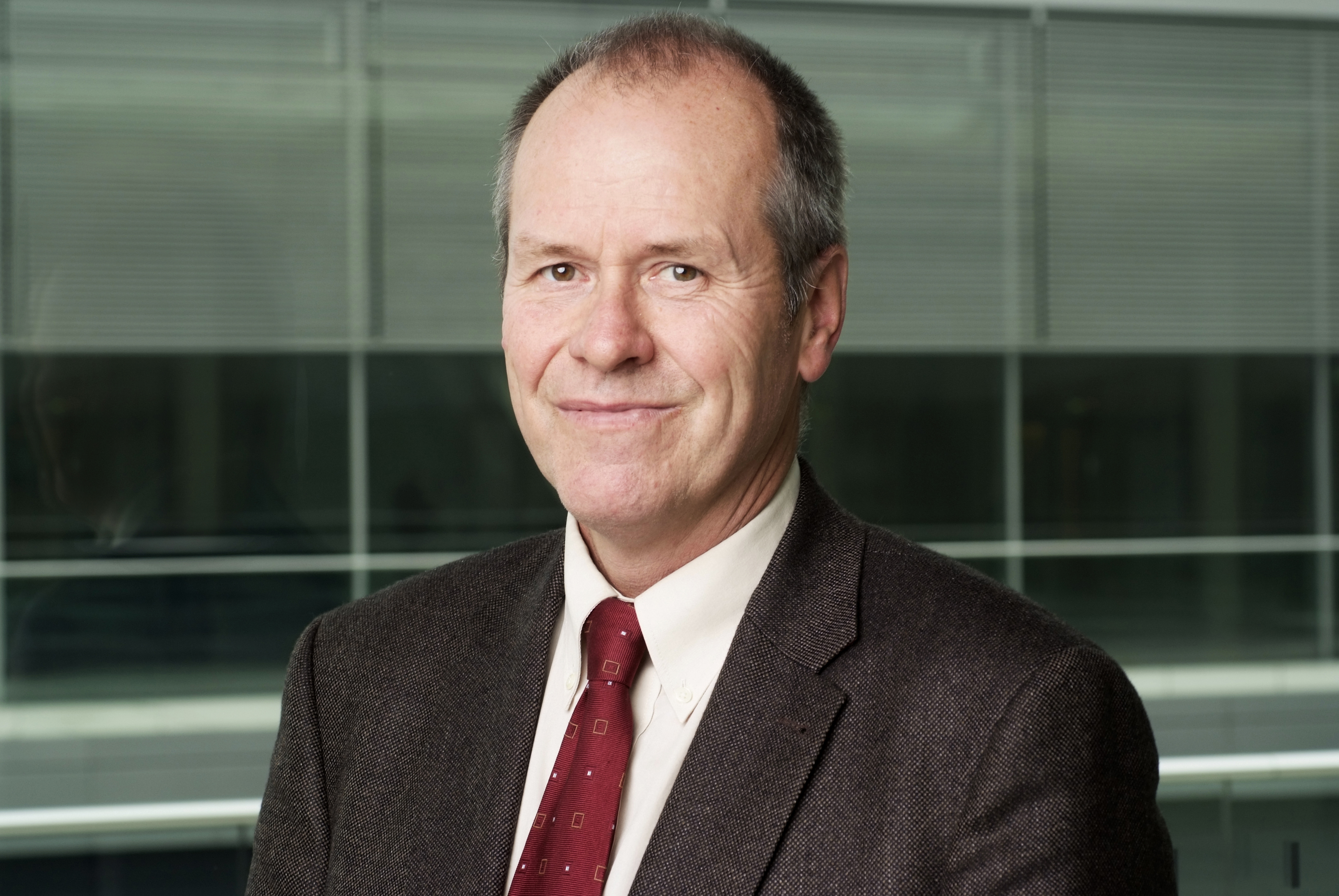
Friedrich Ostendorff (2009)

Friedrich Ostendorff (* 12. Januar 1953 in Dortmund) ist ein deutscher Politiker (Bündnis 90/Die Grünen) und Biobauer. Er war von 2002 bis 2005 und wiederum von 2009 bis 2021 Mitglied des Deutschen Bundestages.

## Ausbildung, Beruf und Mitgliedschaften in Verbänden
Nach der mittleren Reife in der Realschule Oberaden in Bergkamen 1968 und der anschließenden landwirtschaftlichen Ausbildung von 1968 bis 1974 absolvierte Ostendorff  1974 seine Meisterprüfung zum Landwirt. Seit 1971 ist er Mitglied der Westfälisch-Lippischen Landjugend.
1977 folgte ein landwirtschaftliches Auslandspraktikum in Japan und 1978 schließlich die Übernahme des elterlichen Hofes in Bergkamen-Weddinghofen. Den Biohof führt heute seine Ehefrau. 1983 stellte er seinen Hof auf biologischen Landbau um.
1982 war Ostendorff Mitbegründer der Arbeitsgemeinschaft bäuerliche Landwirtschaft (AbL) und blieb bis 1996 Jahre lang deren Landesvorsitzender. Ebenfalls 1982 war Ostendorff Mitbegründer des Bioland-Landesverbandes Nordrhein-Westfalen. 1988 war er Mitbegründer des Vereins Neuland zur Förderung der artgerechten Tierhaltung. Seit 2006 ist Ostendorff Mitglied im BUND-Landesvorstand; seit 2007 ist er dessen Stellvertretender Landesvorsitzender und war von 2007 bis 2009 dessen Bundesagrarsprecher.

## Politische Laufbahn

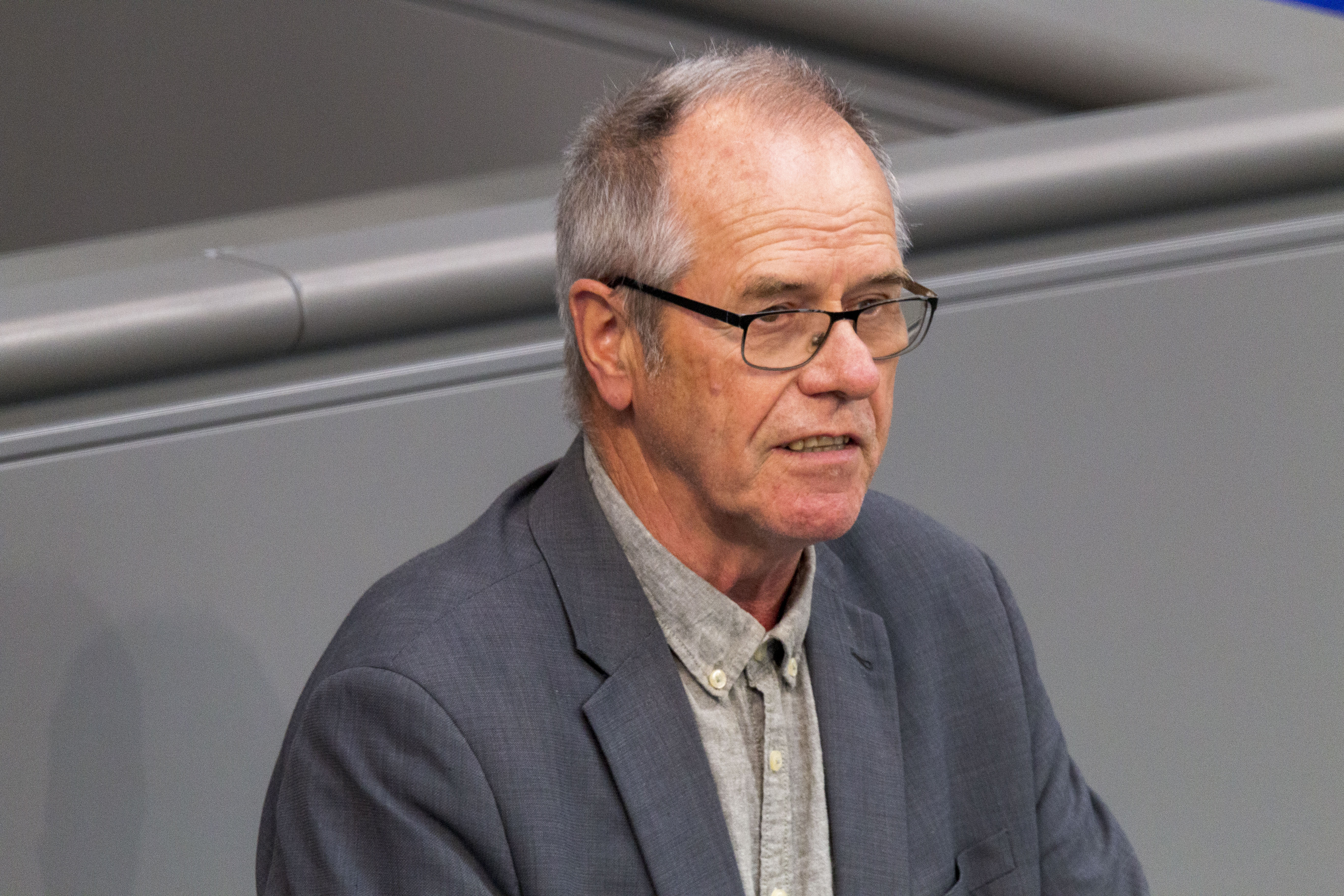
Friedrich Ostendorff, 2020 im Deutschen Bundestag

Nach Gründung der Grünen im Kreis Unna im Jahr 1980, an der Ostendorff mitbeteiligt war, wurde er 1994 Fraktionsvorsitzender der Grünen im dortigen Kreistag und 1999 im Regionalrat der Bezirksregierung Arnsberg. Bei der Bundestagswahl 2002 wurde er in den Bundestag gewählt, gehörte ihm jedoch lediglich für die 15. Wahlperiode (2002–2005) an, da er als 12. auf der nordrhein-westfälischen Landesliste der Grünen für die Bundestagswahl 2005 die Wiederwahl knapp verfehlte.
Im Dezember 2008 bewarb sich Ostendorff erneut um einen vorderen Platz auf der NRW-Liste der Grünen für die Bundestagswahl 2009. Die Landesdelegiertenkonferenz der Grünen in NRW wählte ihn am 6. Dezember 2008 in Krefeld auf Platz 14 der Landesliste. Während des Grünen-Landesparteitages am 3. Dezember 2016 wurde Ostendorff auf den zwölften Platz der Landesliste gewählt. Er konnte sich damit gegen seinen Mitbewerber Volker Beck durchsetzen, auf den 22 Prozent der abgegebenen Stimmen fielen. Sein Direktwahlkreis ist seit 2013 der Bundestagswahlkreis Coesfeld – Steinfurt II, nachdem er 2009 noch Direktkandidat im Bundestagswahlkreis Unna I war. Sein Wahlkreisbüro ist in Altenberge.
Bei der Bundestagswahl im September 2009 zog Ostendorff wieder in den Bundestag ein. Ab Juni 2011 war er stellvertretender Vorsitzender des Bundestagsausschusses für Ernährung, Landwirtschaft und Verbraucherschutz. Im 18. Bundestag war er ordentliches Mitglied im Ausschuss für Ernährung und Landwirtschaft. Im 19. Deutschen Bundestag war Ostendorff ordentliches Mitglied im Ausschuss für Ernährung und Landwirtschaft und gehörte zudem als stellvertretendes Mitglied dem Ausschuss für Tourismus an. Im Oktober 2020 kündigte er an, bei der Wahl zum 20. Deutschen Bundestag nicht erneut kandidieren zu wollen.

## Vormalige Aufgaben im Bundestag
- Sprecher der Bundestagsfraktion für Agrarpolitik

- Mitglied im Ausschuss für Ernährung und Landwirtschaft
- Stellvertretendes Mitglied im Ausschuss für Tourismus
- Stellvertretender Vorsitzender der Deutsch-Japanischen Parlamentariergruppe
- Mitglied in folgenden Parlamentariergruppen:
  - Deutsch-Baltische Parlamentariergruppe
  - Deutsch-Indische Parlamentariergruppe
  - Deutsch-Polnische Parlamentariergruppe

## Familie
1977 lernte Ostendorff auf einer Veranstaltung von Amnesty International in Dortmund die aus Hamm (Westfalen) stammende Ulrike Oberhaus kennen. Sie wurde die erste Auszubildende auf dem Hof und 1981 Ostendorffs Frau. Sie arbeitet heute als Chefin des Hofes. 1988 wurde dem Ehepaar eine Tochter geboren.

## Auszeichnungen
2024 wurde Ostendorff mit dem Bundesverdienstkreuz am Bande ausgezeichnet.